# Червонопромінська сільська рада (Дзержинський район)
Червонопромінська сільська рада (до 1946 року — Рацівська сільська рада) — колишня адміністративно-територіальна одиниця та орган місцевого самоврядування у Чуднівському і Дзержинському районах Вінницької та Житомирської областей Української РСР з адміністративним центром у селі Червоний Промінь.

## Населені пункти
Сільській раді на час ліквідації були підпорядковані населені пункти:
- с. Червоний Промінь.

## Історія та адміністративний устрій
Створена 1935 року як Рацівська сільська рада, в с. Раці Шуляйківської сільської ради Чуднівського району Вінницької області. 13 лютого 1935 року, відповідно до постанови президії ВУЦВК «Про склад нових адміністративних районів Вінницької області», сільську раду передано до складу Дзержинського району Вінницької області.
7 червня 1946 року, відповідно до указу Президії Верховної ради Української РСР «Про збереження історичних найменувань та уточнення і впорядкування існуючих назв сільрад і населених пунктів Житомирської області», сільську раду перейменовано на Червонопромінську через перейменування її адміністративного центру на с. Червоний Промінь.
Станом на 1 вересня 1946 року сільська рада входила до складу Дзержинського району Житомирської області, на обліку в раді перебувало с. Червоний Промінь.
Ліквідована 11 серпня 1954 року, територію ради та с. Червоний Промінь приєднано до складу Врублівської сільської ради Дзержинського району Житомирської області.